# Lärarhögskolan vid Umeå universitet

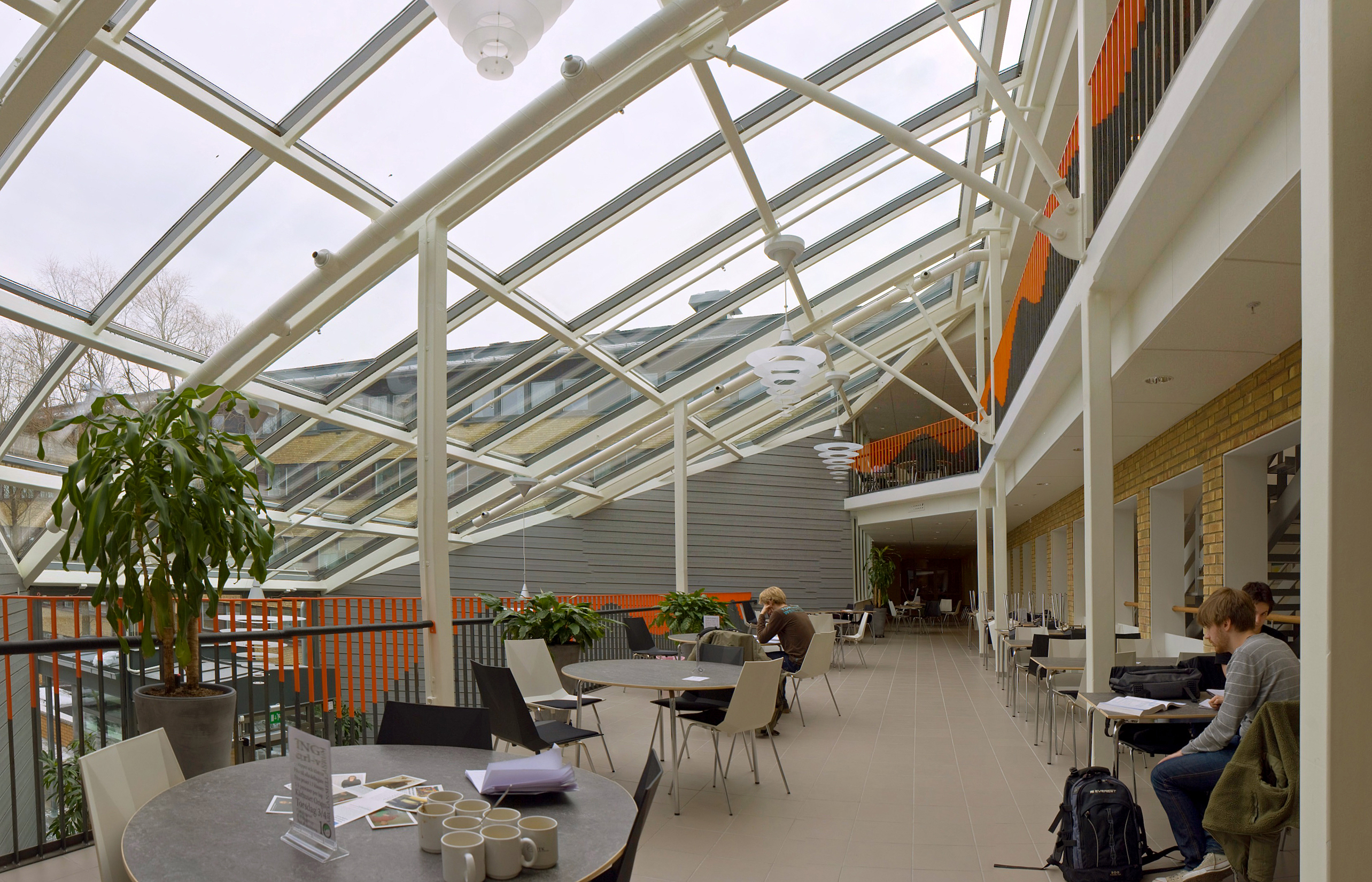
Lärarhögskolans kafé i Naturvetarhuset.

Lärarhögskolan vid Umeå universitet (LH) ersatte vid årsskiftet 2008/09 (de första åren under namnet Umeå School of Education) den tidigare lärarfakulteten som ansvarig för lärarutbildningarna inom Umeå universitet. Som en del i nyordningen ingick också ett förstärkt fokus på forskning. Förste rektor för den nya högskolan var historikern Björn Åstrand, som i augusti 2012 efterträddes av litteraturvetaren Maria Löfgren.

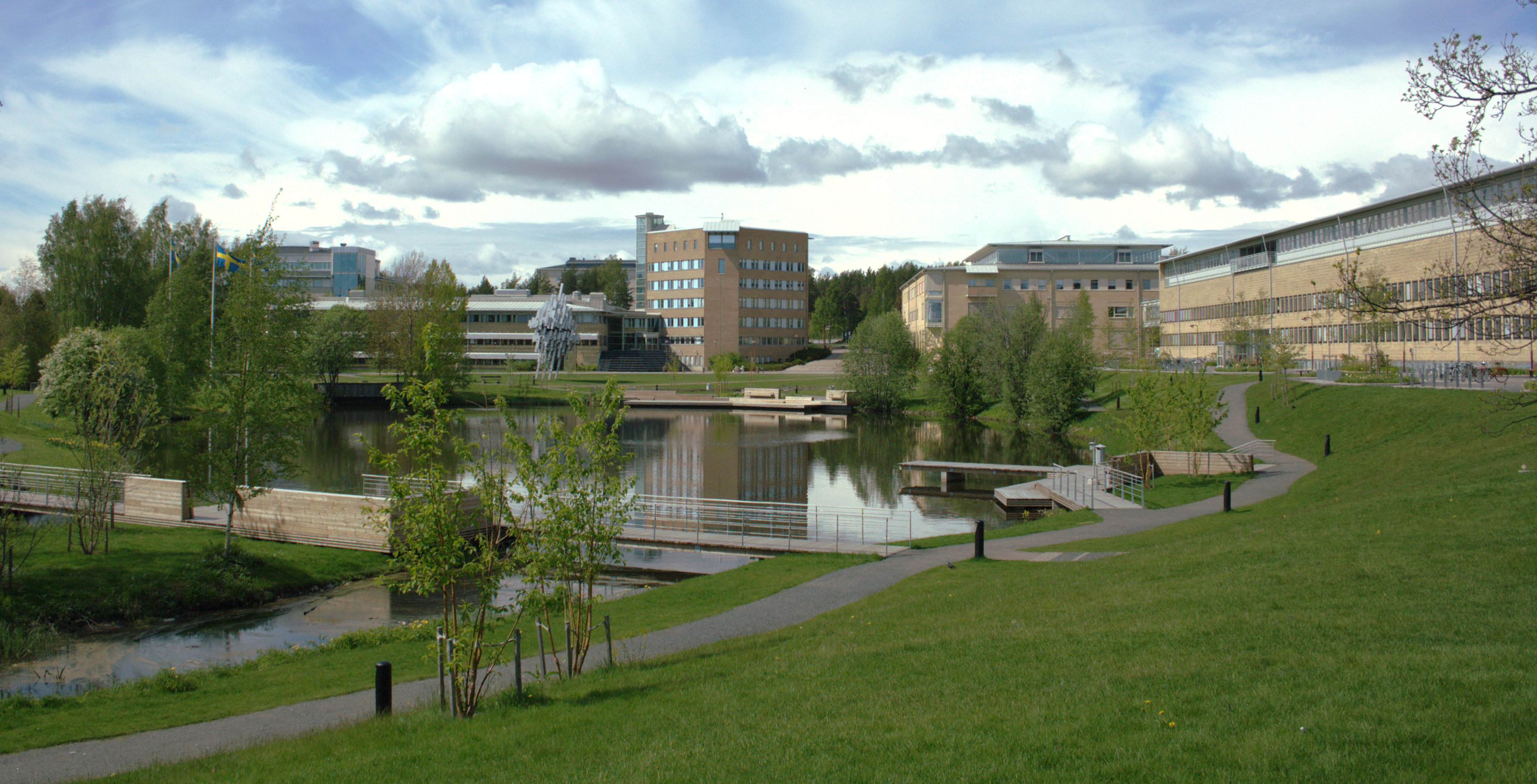
Campusdammen med Förvaltningshuset (i mitten), Lärarutbildningshuset och till höger Samhällsvetarhuset.

Lärarhögskolan ordnar alla slags lärarutbildningar, från förskola till gymnasium och utbildningar för studie- och yrkesvägledare, speciallärare och specialpedagoger, samt vidareutbildning för yrkesverksamma lärare.
Lärarhögskolan är en i huvudsak administrativ enhet, som inte bedriver någon egen forskning. Däremot är skolan ansvarig för Forskarskolan inom det utbildningsvetenskapliga området, som samlar – och ofta delfinansierar – doktorander från ett drygt tiotal institutioner vid Umeå universitet. Forskningsområden kan bland annat vara pedagogik, pedagogiskt arbete, matematik, naturvetenskap, historia/religion, media/litteratur eller språk.

## Tidskrifter
Åren 1993–2008 gav dåvarande lärarfakulteten ut Tidskrift för lärarutbildning och forskning (3–4 nummer per år). Utgivningen återupptogs 2008 under namnet Education Inquiry.

## Historia
Det första folkskollärarinneseminariet i Umeå (enligt 1842 års folkskolestadga) invigdes hösten 1879 i provisoriska lokaler, efter initiativ från de norrländska folkskoleinspektörerna. Tidigare hade det i Norrland endast funnits ett manligt seminarium i Härnösand, vilket var otillräckligt enligt inspektörerna, som även önskade anställda lärarinnor. År 1887 stod den första seminariebyggnaden (nuvarande Hovrätten för Övre Norrland) klar strax väster om Umeå centrum.

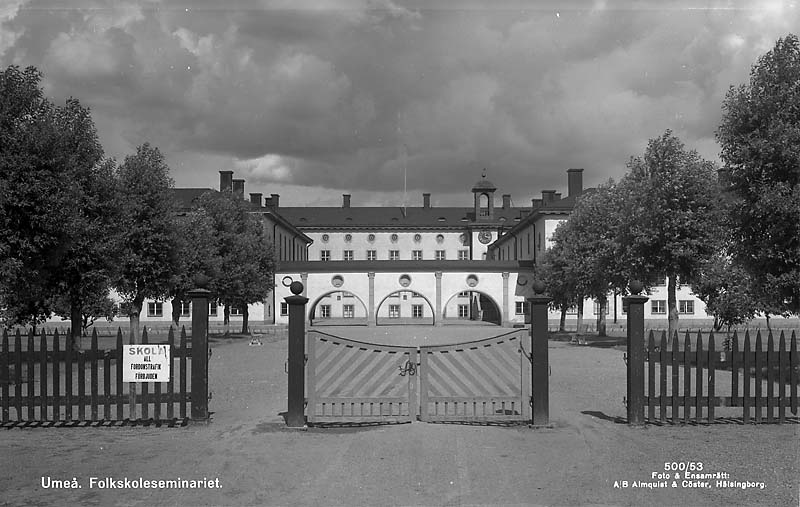
Folkskoleseminariet.

1925 togs en ny seminariebyggnad i bruk Öst på stan, vid Östra Esplanaden. År 1948 började Umeå skolköksseminarium, som 1955 fick en egen byggnad på seminarietomten och 1961 ombildades till egen statlig myndighet: Seminariet för huslig utbildning i Umeå, med utbildning av hushållslärare och textillärare.
Totalt utexaminerades nära 3 800 lärare, varav cirka 500 småskollärare, vid Folkskoleseminariet i Umeå åren 1879–1969, då seminariet helt uppgick i den nya lärarhögskolan.
1964 instiftades den nya Lärarhögskolan i Umeå . Tre nya utbildningsinstitut – Umeå Förskoleseminarium, Statens Institut för Högre utbildning av sjuksköterskor (SIHUS) samt utbildningen av barnavårdslärare vid Seminariet för huslig utbildning – överfördes successivt till Lärarhögskolan. År 1971 tillkom studie- och yrkesorienteringslärarutbildning och speciallärarutbildning, och 1976 etablerades Teckningslärarinstitutet i Umeå (TUM).

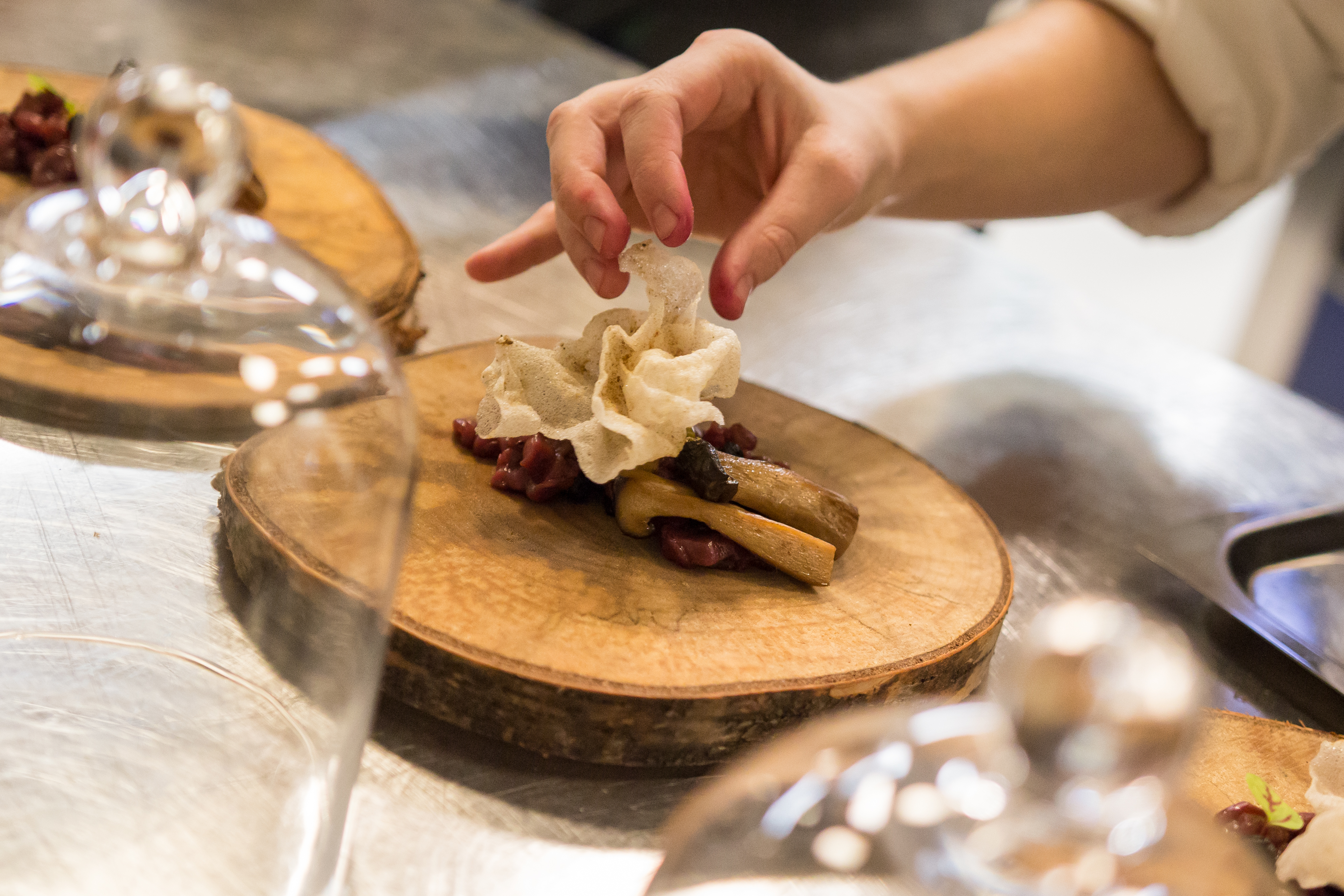
Studenter på Restauranghögskolan förbereder en 8-rätters middag.

När högskolereformen U 68 trädde i kraft 1977 inlemmades Lärarhögskolan och Umeås övriga utbildningsmyndigheter i sektorn för undervisningsyrken vid Umeå universitet, och delarna omvandlades till institutioner – som Institutionen för hushålls-, textil- och barnavårdslärarutbildning (från 1995 kallad Institutionen för kostvetenskap, som samma år startade Gastronomiprogrammet, vilket blev upprinnelsen till den nuvarande Restauranghögskolan).
Utbildningar för kostvetare, musik- och slöjdlärare är numera (år 2017) de enda kvarvarande lärarutbildningarna i det 1996 invigda Lärarutbildningshuset, ritat av arkitekt Bertil Håkansson, medan övriga lärarutbildningar är utspridda över campus.
År 2000  ombildades "utbildningssektorn" vid universitetet till Fakulteten för lärarutbildning. Den ersattes senare av Umeå School of Education (2008–2012), innan man 2012 återtog namnet Lärarhögskolan vid Umeå universitet.

## Ledare och rektorer

### Lärarhögskolan i Umeå (fristående t.o.m 1977)
- Birger Christoffersson – rektor för Lärarhögskolan i Umeå (1967–1974)
- Bengt E. Grimlund –  rektor för Lärarhögskolan i Umeå (1974–1977)

### Lärarhögskolan vid Umeå universitet (från 1977)
- Bengt E. Grimlund – ordförande i Linjenämnden för SYO-, YOI- och teckningslärarutbildning (1977–1981)
- Walter Rönmark – chef för Utbildningssektorskansliet (1977–1988)
- Torgny Domar – ordförande i Lärarutbildningens planeringsnämnd (1981–1984), ordf. i Linjenämnden för lärarutbildning  (1986–1992)
- Holger Ström – ordförande i Linjenämnden för tecknings- och ämneslärarutbildningarna (1981–1984)
- Folke Bergman – ordförande i Linjenämnden för lärarutbildning (1984–1986)
- Jan Sandgren – chef för Utbildningssektorskansliet (1990–1992), kanslichef för kansliet för lärarutbildning (1992–2008)
- Daniel Kallós – ordförande i Utbildnings- och forskningsnämnden för lärarutbildning (1992–1999); dekanus, Fakulteten för lärarutbildning (2000–2002)
- Rolf Hedquist – dekanus, Fakulteten för lärarutbildning (2003–2005)
- Björn Åstrand – dekanus, Fakulteten för lärarutbildning (2005–2008); rektor för Umeå School of Education (2008–2012)
- Maria Löfgren – rektor för Lärarhögskolan vid Umeå universitet (2012– )

## Mer läsning
- Raninge, Ola (1979). Hundra års lärarutbildning i Umeå. Libris 3017653